# Prozessionsaltar (Albertshausen, Sauerbreystraße 2)

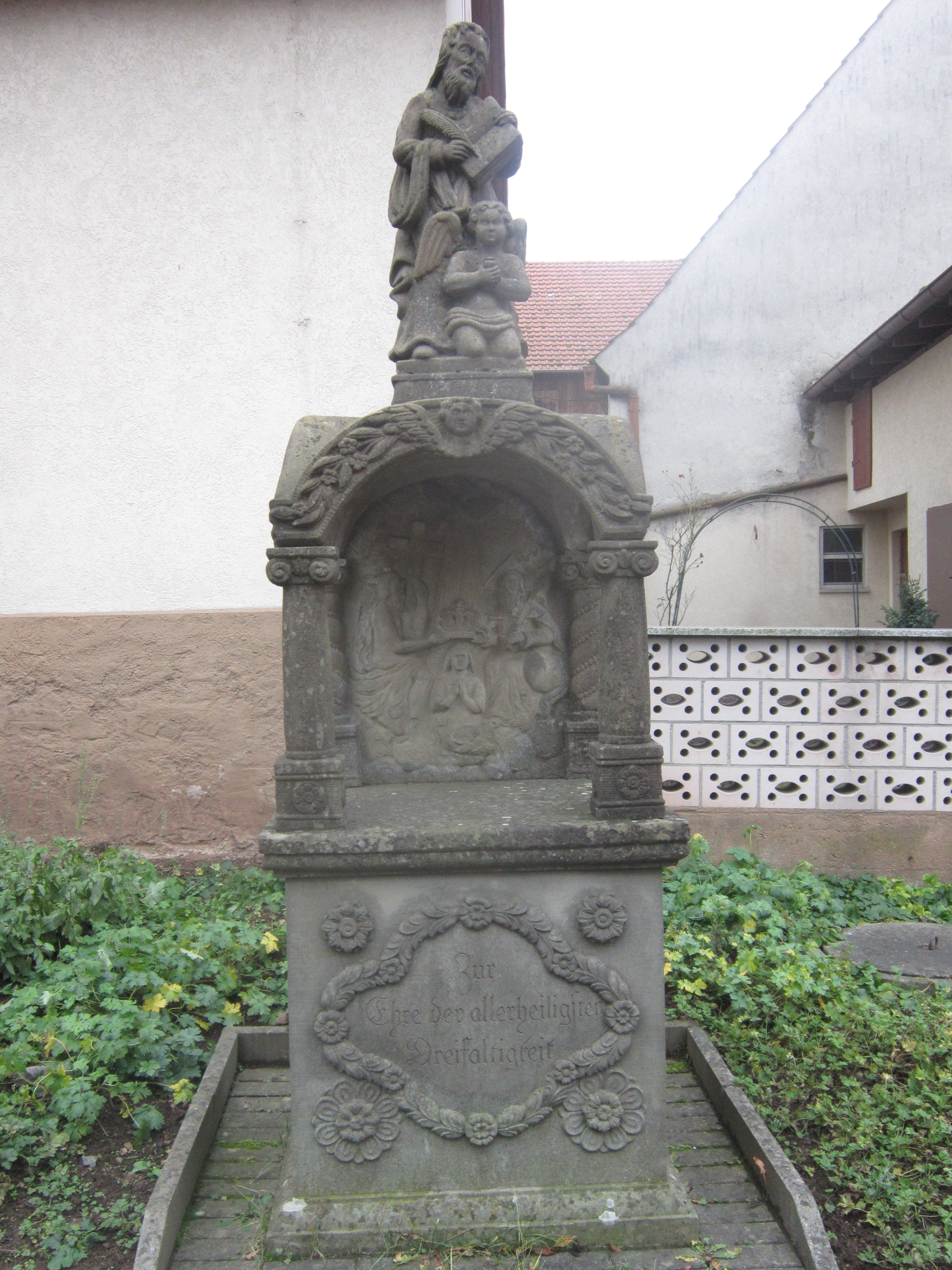
Prozessionsaltar, Sauerbreystraße 2, Albertshausen

Der Prozessionsaltar mit der Adresse Sauerbreystraße 2  befindet sich in Albertshausen, einem Stadtteil von Bad Kissingen, der Großen Kreisstadt des unterfränkischen Landkreises Bad Kissingen. Er gehört zu den Bad Kissinger Baudenkmälern und ist unter der Nummer D-6-72-114-134 in der Bayerischen Denkmalliste registriert.

## Beschreibung
Der Prozessionsaltar stammt aus dem Jahr 1796, besteht aus grauem Sandstein und zeigt den Evangelisten Matthäus.
Der 280 cm hohe Prozessionsaltar ist aus mehreren Teilen zusammengesetzt. Auf einem prismatischen Tischsockel befindet sich ein Bogenbaldachin mit einem kreuzförmigen Dach und einer Reliefrückwand. Das Baldachindach ist auf der Vorderseite durch zwei Säulen gestützt. Die Bekrönung stellt den schreibenden Evangelisten Matthäus mit seinem Attribut, dem Engel, dar. Die Basis ist in den Boden versenkt. Der prismatische Tischsockel mit vorkragender Tischplatte hat eine Höhe von 75 cm und einen Querschnitt von 75 cm × 65 cm. In einer kleeblattförmigen Kartusche ist auf der Schauseite eine Inschrift zu sehen. In den Kleeblattzwickeln befindet sich jeweils eine Blattrosette. Die Inschrift in gotischer Schrift lautet:

„Zur

Ehre der allerheiligsten

Dreifaltigkeit .

(Im Jahre 1796.)“

Das Baldachinaltärchen wird von vier jeweils 60 cm hohen Säulen getragen. Die Säulenbasen sind würfelförmig (S = 13 cm) mit Rosettenzier. Darauf befinden sich jeweils 47 cm hohe Rundsäulen mit jonischen Schneckenkapitellen. Die Baldachinhöhe beträgt etwa 37 cm. Das Baldachinaltärchen ist insgesamt 97 cm hoch und 86 cm hoch. In der Mitte befinden sich Flügelengel. Auf beiden Seiten der Flügel befindet sich ein Blätterzopf mit kleinen Blütenrosetten.
Das Rückwandrelief zeigt die Krönung Mariens. Maria sitzt auf den Wolken und hat die Hände zum Gebet gefaltet. Christus sitzt zur Rechten des Vaters und hält links das Kreuz sowie rechts die Krone über Maria. Gottvater hält das Zepter in der linken Hand, in der rechten Hand die Krone über dem Haupt Mariens und hat ein Dreieck auf dem Haupt. Zwischen beiden befindet sich ganz oben eine Taube als Gestalt des Heiligen Geistes und sendet Strahlenbündel auf Maria.
Der Prozessionsaltar wurde im Jahr 1972 abgebrochen und 1993 von der Stadt Bad Kissingen unter finanzieller Beteiligung des Vereinsrings aus Albertshausen wieder aufgestellt.